# Monoporus floribundus
Monoporus floribundus là một loài thực vật có hoa trong họ Anh thảo. Loài này được (Roem. & Schult.) Mez mô tả khoa học đầu tiên năm 1902.